# سوجوی گوش
سوجوی گوش (بنگالی: সুজয় ঘোষ) یک کارگردان و فیلم‌نامه‌نویس اهل هند است.
وی کارگردان فیلم‌هایی همچون علاءالدین و نویسنده فیلم‌هایی همچون بنگ بنگ! و برادرم... نیکل بوده است.